# 실인증
실인증(agnosia)은 하나 이상의 감각기능을 사용하여 물체를 식별할 수 있는 능력을 상실하게 된 장애를 말한다.

## 원인
실인증이 생기는 이유는 주로, 뇌의 두정엽, 측두엽, 혹은 후두엽이 손상을 입을 때 일어난다.
두부 손상 또는 뇌졸중 발병 후에 돌연 발생하는 경우가 대부분이다.  또 다른 원인으로는 뇌종양, 뇌농양 및 알츠하이머와 같은 특정 뇌 영역의 진행성 퇴행을 유발하는 장애를 포함한다.

## 치료 방법
- 원인치료:  예를 들어 농양이 원인인 경우엔, 항생제와 농양을 배액하기 위한 수술이 포함된다.
- 실인증의 직접적인 치료제는 없다.
- 언어 및 작업치료는 환자가 자신의 장애를 보완하는 방법을 가르치는 것이다.

## 종류
1. 청각 실인증
2. 미각 실인증
3. 후각 실인증
4. 촉각 실인증
5. 시각 실인증